# Shkëndija Tetowo
Shkëndija 79 Tetowo (mac. Футбалски Клуб Шкендија 79 Тетово, Fudbałski Kłub Škendija 79 Tetowo; alb. Klubi Futbollistik Shkëndija 79 Tetovë) – północnomacedoński klub piłkarski z siedzibą w Tetowie.

## Historia
Chronologia nazw:
- 1979–1980: KF Shkëndija Tetovë
- 1992–2003: Shkëndija HB Tetovë
- od 2003: KF Shkëndija 79 Tetovë

Klub został założony 27 sierpnia 1979 przez Albańczyków z Tetowa. Celem było stworzenie klubu, któremu mogliby kibicować Albańczycy mieszkający w Jugosławii. Na klub negatywnie patrzyły władze Jugosławii i ostatecznie zakazały mu uczestnictwa w lidze. Mówiono, że klub mógł wzbudzić nacjonalistyczne nastroje wśród jugosłowiańskich Albańczyków. Po proklamacji niepodległości Macedonii klub został reaktywowany i startował w mistrzostwach Macedonii. W sezonach 1996/97, 2000/01 oraz w latach 2004–2008 występował w I lidze. W sezonie 2009/2010 zajął pierwsze miejsce w II lidze i powrócił do I ligi. W pierwszym swoim sezonie 2010/2011 zdobył pierwsze w historii mistrzostwo Macedonii.
Shkendija konkuruje z większością klubów macedońskich, szczególnie z Wardarem Skopje i Teteksem Tetowo. Derby Shkendija - Teteks są największymi w Tetowie, jak i w Macedonii.

## Sukcesy
- Prwa Liga:
  - mistrzostwo (5x): 2010/2011, 2017/2018, 2018/2019, 2020/2021, 2024/2025
  - wicemistrzostwo (2x): 2015/2016, 2016/2017
- Wtora Liga:
  - mistrzostwo (3x): 1995/1996, 1999/2000, 2009/2010
- Puchar Macedonii Północnej:
  - zdobywca (2x): 2015/2016, 2017/2018
  - finalista (3x):  2005/2006, 2012/2013, 2016/2017

## Stadion
Stadion Miejski w Tetowie może pomieścić 15,000 widzów.

## Europejskie puchary
Legenda do wszystkich tabel:
- Q – runda eliminacyjna, 1/16, 1/8, 1/4, 1/2 – odpowiednia faza rozgrywek, Grupa – runda grupowa, 1r gr – pierwsza runda grupowa, 2r gr – druga runda grupowa, F – finał, R – runda, PO – play-off
- k. – rzuty karne, los. – losowanie, Dogr. – dogrywka, w. – zasada bramek strzelonych na wyjeździe

| Sezon   | Rozgrywki               | Runda | Klub                 | Dom     | Wyjazd  | Ogólnie     |
| ------- | ----------------------- | ----- | -------------------- | ------- | ------- | ----------- |
| 2011/12 | Liga Mistrzów           | 2Q    | Partizan             | 0–1     | 0–4     | 0–5         |
| 2012/13 | Liga Europy             | 1Q    | Portadown            | 0–0     | 1–2     | 1–2         |
| 2014/15 | Liga Europy             | 1Q    | Zimbru Kiszyniów     | 2–1     | 0–2     | 2–3         |
| 2015/16 | Liga Europy             | 1Q    | Aberdeen             | 1–1     | 0–0     | 1–1, w.     |
| 2016/17 | Liga Europy             | 1Q    | Cracovia             | 2–0     | 2–1     | 4–1         |
| 2016/17 | Liga Europy             | 2Q    | Neftçi PFK           | 1–0     | 0–0     | 1–0         |
| 2016/17 | Liga Europy             | 3Q    | Mladá Boleslav       | 2–0     | 0–1     | 2–1         |
| 2016/17 | Liga Europy             | PO    | KAA Gent             | 0–4     | 1–2     | 1–6         |
| 2017/18 | Liga Europy             | 1Q    | Dacia Kiszyniów      | 3–0     | 4–0     | 7–0         |
| 2017/18 | Liga Europy             | 2Q    | HJK Helsinki         | 3–1     | 1–1     | 4–2         |
| 2017/18 | Liga Europy             | 3Q    | FK Trakai            | 3–0     | 1–2     | 4–2         |
| 2017/18 | Liga Europy             | PO    | A.C. Milan           | 0–1     | 0–6     | 0–7         |
| 2018/19 | Liga Mistrzów           | 1Q    | The New Saints       | 5–0     | 0–4     | 5–4         |
| 2018/19 | Liga Mistrzów           | 2Q    | Sheriff Tyraspol     | 1–0     | 0–0     | 1–0         |
| 2018/19 | Liga Mistrzów           | 3Q    | Red Bull Salzburg    | 0–1     | 0–3     | 0–4         |
| 2018/19 | Liga Europy             | PO    | Rosenborg            | 0–2     | 1–3     | 1–5         |
| 2019/20 | Liga Mistrzów           | 1Q    | Nõmme Kalju          | 1−2     | 1–0     | 2−2, w.     |
| 2019/20 | Liga Europy             | 2Q    | F91 Dudelange        | 1−2     | 1–1     | 2−3         |
| 2020/21 | Liga Europy             | 1Q    | Sumgait              | 2–0 (W) | 2–0 (W) | 2–0 (W)     |
| 2020/21 | Liga Europy             | 2Q    | FC Botoșani          | 1–0 (W) | 1–0 (W) | 1–0 (W)     |
| 2020/21 | Liga Europy             | 3Q    | Tottenham Hotspur    | 1–3 (D) | 1–3 (D) | 1–3 (D)     |
| 2021/22 | Liga Mistrzów           | 1Q    | NŠ Mura              | 0–1     | 0–5     | 0–6         |
| 2021/22 | Liga Konferencji Europy | 2Q    | Riga FC              | 0–1     | 0–2     | 0–3         |
| 2022/23 | Liga Konferencji Europy | 1Q    | Ararat Erywań        | 2–0     | 2–2     | 4–2         |
| 2022/23 | Liga Konferencji Europy | 2Q    | Valmiera             | 3–1     | 2–1     | 5–2         |
| 2022/23 | Liga Konferencji Europy | 3Q    | AIK                  | 1–1     | 1–1     | 2–2, k: 2–3 |
| 2023/24 | Liga Konferencji Europy | 1Q    | Haverfordwest County | 1–0     | 0–1     | 1–1, k: 2–3 |
| 2024/25 | Liga Konferencji        | 1Q    | Noah Erywań          | 1–2     | 0–2     | 1–4         |
| 2025/26 | Liga Mistrzów           | 1Q    | The New Saints       | 2–1     | 0–0     | 2–1, Dogr.  |
| 2025/26 | Liga Mistrzów           | 2Q    | FCSB                 | 1–0     | 2–1     | 3–1         |
| 2025/26 | Liga Mistrzów           | 3Q    | Qarabağ FK           | 0–1     | 1–5     | 1–6         |
| 2025/26 | Liga Europy             | PO    | Łudogorec Razgrad    | –       | –       | –           |